# Associação pública profissional
Uma associação pública profissional é, no ordenamento jurídico português, uma entidade pública de estrutura associativa representativa de uma profissão que deve ser sujeita ao controlo do acesso e exercício, à elaboração de normas técnicas e deontológicas específicas e a um regime disciplinar autónomo por imperativo de tutela do interesse público prosseguido.

## Princípios gerais
A constituição de associações públicas profissionais é excecional e só pode ter lugar quando tiver como objetivo a tutela de um interesse público de especial relevo que o Estado não possa assegurar diretamente, for adequada, necessária e proporcional para tutelar os bens jurídicos a proteger, e respeitar a profissões que devam ser sujeitas, cumulativamente, ao controlo do respetivo acesso e exercício, à elaboração de normas técnicas e de princípios e regras deontológicos específicos e a um regime disciplinar autónomo, por imperativo de tutela do interesse público prosseguido.
As associações públicas profissionais são pessoas coletivas de direito público.
A cada profissão regulada apenas pode corresponder uma associação pública profissional.
Uma mesma associação pública profissional pode representar mais do que uma profissão desde que todas tenham uma base comum de natureza técnica ou científica.

## Criação
As associações públicas profissionais são criadas por lei.
A criação de novas associações públicas profissionais é sempre precedida de um estudo elaborado por entidade independente sobre a sua necessidade em termos de realização do interesse público e sobre o seu impacto sobre a regulação da profissão, da audição das associações representativas da profissão e de um processo de consulta pública.

## Denominação
As associações públicas profissionais denominam-se «ordens» quando correspondem a profissões cujo exercício depende da obtenção prévia do grau académico de licenciado ou superior e «câmaras» nos restantes casos.

## Enquadramento legal
A Constituição da República Portuguesa, no n.º 4 do artigo 267.º, estabelece que só podem ser constituídas associações públicas para a satisfação de necessidades específicas e que as mesmas não podem exercer funções próprias das associações sindicais e têm organização interna baseada no respeito dos direitos dos seus membros e na formação democrática dos seus órgãos.
O regime jurídico da criação, organização e funcionamento das associações públicas profissionais encontra-se fixado pela Lei n.º 2/2013, de 10 de janeiro, que substituiu a Lei n.º 6/2008, de 13 de fevereiro.

## Associações públicas profissionais existentes
- Ordem dos Advogados[11]
- Ordem dos Arquitectos[12]
- Ordem dos Assistentes Sociais[13]
- Ordem dos Biólogos[14]
- Ordem dos Contabilistas Certificados[15]
- Ordem dos Despachantes Oficiais[16]
- Ordem dos Economistas[17]
- Ordem dos Enfermeiros[18]
- Ordem dos Engenheiros[19]
- Ordem dos Engenheiros Técnicos[20]
- Ordem dos Farmacêuticos[21]
- Ordem dos Fisioterapeutas[22]
- Ordem dos Médicos[23]
- Ordem dos Médicos Dentistas[24]
- Ordem dos Médicos Veterinários[25]
- Ordem dos Notários[26]
- Ordem dos Nutricionistas[27]
- Ordem dos Psicólogos Portugueses[28]
- Ordem dos Revisores Oficiais de Contas[29]
- Ordem dos Solicitadores e dos Agentes de Execução[30]